# René Parenteau
Pour les articles homonymes, voir Parenteau.
Henri, Armand, René Parenteau est un homme politique français, né le  25 juillet 1859, fils de Jules Parenteau et d’Émilie Tillier à Sainte-Hermine (Vendée) et mort le 23 octobre 1942 à Luçon (Vendée). Après des études de Droit à Paris et à l’École libre des sciences politiques, il est un moment secrétaire du préfet de la Charente-Inférieure puis il s'installe à Sainte-Hermine.dans la  propriété familiale de La Coudraie où il se consacre à l'exploitation agricole de son domaine.
Il est conseiller général de 1907 à 1937, président de la chambre d'agriculture en 1927 et député de la Vendée de 1928 à 1932, inscrit au groupe des Républicains de gauche.

## Source
- « René Parenteau », dans le Dictionnaire des parlementaires français (1889-1940), sous la direction de Jean Jolly, PUF, 1960 [détail de l’édition]